# Ristar
Ristar es un videojuego de plataformas originalmente lanzado para Mega Drive y Sega Game Gear, desarrollado por la compañía de juegos SEGA. Ristar, el protagonista, es una estrella humanoide de estilo caricaturista.
En él, el personaje principal tiene la capacidad de estirar sus brazos para agarrar a los enemigos y chocar contra ellos. Ristar combate contra numerosos enemigos, como un mono y un mago, un tiburón, un pájaro, un muñeco de nieve, etc.
Este juego fue relanzado para Nintendo GameCube, Sony Playstation 2, Microsoft Xbox y PC, como desbloqueable, en el Sonic Mega Collection y Sonic Mega Collection Plus.

## Sistema de juego
Ristar es un videojuego de plataformas. Se trata de que hay que controlar a Ristar, una estrella humanoide de estilo caricaturista donde tiene algunas habilidades como estirar sus manos y chocar a ellos, tendrá que pasar los planetas pasando las 3 zonas de los planetas, cuando Ristar derrote a un jefe se vendrá a otro planeta volando en el espacio poniendo las puntaciones que ganó el jugador.

## Cinemática
La cinemática del videojuego es del jefe final del último planeta, después de que cuando Ristar vence el jefe el planeta está casi de estrellar (o explotar) y el castillo se provoca problemas con los cables haciendo que se corten y el color sea rojo para dar la advertencia de que los cables están cortados debido a un problema, después aparece un telestranportador de un planeta lejano donde lleva a los jefes vencidos y lo llevan a un asteroide donde estarían sin batería a la hora de estar destruidos. Ristar pensaría que estaría encerrado, pero una plataforma que le ayuda llegar a cualquier dirección aparece e hizo que Ristar se telestranportaría a la plataforma saliendo del castillo y llega a su planeta para estar todo normal. Ristar vuelve a través de unos guantes que sería su padre (después de que ponga el mensaje: Dad!!!!, que es "padre" en inglés) después de ponga el jugador que sacó en el videojuego. En la versión japonesa no está.

## Origen de la idea
Ristar se desarrolló a partir de una idea, durante el proceso de diseño del personaje que luego sería Sonic the Hedgehog. Yuji Naka, cabecilla del Sonic Team, mencionó en 1992:
"Al principio usamos un personaje que parecía un conejo, con orejas que podían extenderse y coger objetos. Conforme el juego se fue haciendo más y más veloz, necesitábamos una habilidad especial para permitir a nuestro personaje utilizar algún poder sobre sus enemigos. Recordé a un personaje en el que había pensado hace años, que podría rodar hecho una bola para destrozar a sus enemigos. Los erizos pueden rodar hechos bola, así que decidimos pasar del conejo al erizo."
El personaje en forma de conejo fue desarrollado aparte de Sonic, en un juego denominado Feel. El parecido con el conejo fue variando a lo largo del tiempo, y ese juego acabó convirtiéndose en lo que hoy conocemos como Ristar.

## Historia del juego
(Tomada del manual europeo)
En una galaxia muy lejana hay un sistema solar lleno de planetas misteriosos y criaturas maravillosas llamado Valdi. Todo ha transcurrido pacíficamente durante un milenio, hasta ahora.
El pirata espacial, Greedy, es un líder tirano de un malvado ejército espacial. Ha decidido apoderarse de este maravilloso sistema solar y convertirlo en el nuevo cuartel de su creciente ejército. La enrevesada conspiración de Greedy consiste en lavar el cerebro a los líderes de todos los planetas y forzarlos a obedecerle. Incluso el héroe legendario del sistema solar fue capturado, y es ahora prisionero de Greedy.
El planeta Neer/Flora hace una última y desesperada petición de ayuda. Ristar, el hijo del héroe espacial, responde a la angustiosa señal. Aunque joven e inexperto, Ristar es valiente y determinado, y la única esperanza del sistema solar. Ristar deberá viajar de planeta en planeta y liberar a los manipuladores líderes del control del malvado Greedy y finalmente capturarle a él. Si el joven héroe tiene éxito, restablecerá la paz de antaño en los felices mundos de su sistema natal y liberará a su padre.

## Jugabilidad
Controlar a Ristar es bastante sencillo. Es incapaz de saltar tan alto como otros personajes del género, pero se mantiene un poco más en el aire. Presionando el botón de agarrar, Ristar lanza sus brazos hacia adelante, agarrando lo que esté delante de él. El jugador puede hacer que Ristar lance sus brazos en cualquier dirección combinando la cruceta con el botón, excepto lanzarlo hacia abajo si ya se encuentra en el suelo. Cuando Ristar agarra un enemigo, seguirá agarrándolo hasta que no se suelte el botón, lanzándolo contra el enemigo y, generalmente, destrozándolo. También puede abrir cofres, coger ítems, y agarrarse a paredes u otros obstáculos del camino. También es posible escalar paredes a base de irse agarrando a ella, aunque requiere de práctica y algo de tiempo.
La barra de vida de Ristar se muestra como cuatro estrellas en la esquina superior de la pantalla. Cuando pierde todas, pierde una vida. Las estrellas pueden encontrarse por el nivel dentro de cofres. Todos estos ítems deben cogerse agarrando con las manos. Una estrella dorada recupera 1 punto de vida, mientras que una plateada recupera todos los puntos de vida. Las pequeñas figuras de Ristar dan una vida extra.
Durante los niveles, se pueden encontrar pequeñas palancas agarradas al fondo. Al agarrarlas, Ristar comienza a dar vueltas, cogiendo velocidad y siendo capaz de ser lanzado a gran velocidad. La velocidad puede controlarse girando con la cruceta en un sentido u otro. Si alcanzas la suficiente velocidad, unas estrellas rodearán a Ristar y serás capaz de salir volando, rápido e inmune. Si logras tocar a algún enemigo, este caerá al instante. Hay que tener cuidado, ya que Ristar rebota en las paredes, y es complicado de controlar. (En los modos Hard y Super no puede controlarse, y tan sólo puedes esperar a ver qué ocurre) Cuando Ristar pierde la suficiente velocidad, pierde la inmunidad y cae al suelo. 
Al final de los actos 1 y 2 de cada nivel, hay una última palanca a la que agarrarse, la cual permite pasar el nivel. Cuanto más alto consigas llegar al salir del nivel, más puntos de bonus recibes.
También, durante dichos actos, hay una palanca especial a encontrar. Al agarrarla Ristar es lanzado al nivel de bonus. Estos niveles tratan de pasar una serie de obstáculos hasta alcanzar un tesoro, en el tiempo dado. Los últimos niveles suelen ser muy difíciles. Al acabar el juego, recibirás diferentes passwords de ayuda o modos según el número de tesoros conseguido.

## Planetas
El videojuego Ristar tiene seis planetas con 3 fases cada uno, en las cuales solo la primera y la tercera tienen un jefe al final de estas, con excepción del último nivel. Los nombres son los de la versión japonesa, seguidos por el nombre entre paréntesis de la versión norteamericana y europea. 

### Planeta Neer (Planeta Flora)
Este es un planeta rico en áreas verdes en el sistema solar Valdi, los árboles crecen tan alto que algunas veces tapan el sol. El jefe de la primera fase es una serpiente que se desplaza a través de hoyo en hoyo. El de la tercera fase, es una criatura llamada Riho que tiene la habilidad de poseer a los seres vivientes. En este caso Riho ha tomado posesión del anciano mayor del planeta. Sus ataques son un pequeño tornado que inmoviliza a nuestro personaje dejándolo a merced de los ataques de Riho y su otro ataque es una lluvia de pétalos. 

### Planeta Leatow (Planeta Undertow)
Este planeta está cubierto en su mayoría por agua. Por suerte, Ristar es capaz de nadar y de respirar bajo el agua. El jefe de la primera fase son una serie de enemigos que son arrastrados por un tsunami. El de la tercera fase, es un tiburón martillo llamado Ohsat que tiene la habilidad de llamar cardúmenes de pirañas para atacar.

### Planeta Onaclove (Planeta Scorch)
Este planeta es muy caluroso e inestable ya que está plagado de volcanes que hacen erupción a cada momento. Además, este planeta está repleto de trampas que dificultarán este nivel. El jefe de la primera fase es una prueba de memoria, ya que los enemigos deben ser golpeados en un determinado orden, que es avisado de antemano por el juego. El de la tercera fase, es un topo robot llamado Adahan, el cual tiene la habilidad de lanzar sus garras para atacar.

### Planeta Neuos (Planeta Sonata)
Este planeta, como su nombre lo indica, está repleto de instrumentos musicales por todos lados. En la primera parte de este nivel, el jugador deberá entregar unos metrónomos a unas aves que han perdido su voz. Al devolverles los metrónomos, la recuperarán y nos dejarán paso. El jefe de la primera fase son tres robots con forma de ave que irán golpeando el suelo, y, durante ese instante, el jugador deberá golpear la cabeza del robot. El de la tercera fase, es un ave llamada Awaueck al que le desagrada la música. Este enemigo usará sus pésimas habilidades de canto para atacar, además de abalanzarse contra el jugador.

### Planeta Elykiki (Planeta Freon)
Este planeta es un planeta helado. El suelo de este nivel hará que Ristar se deslice y sea golpeado por los diversos obstáculos de este nivel. El jefe de la primera fase, es un habitante de este planeta que desafiará al jugador a una guerra de bolas de nieve. El de la tercera, es un gato robot o un monstruo de hielo (en las versiones norteamericana y europea) llamado Itamor. Este tiene la habilidad de lanzar su aliento helado para congelar a Ristar, y así comérselo. Para derrotarlo, el jugador debe lanzarle comida caliente al interior de su boca.

### Planeta Rewope (Planeta Automaton)
Este planeta de avanzada tecnología es la fábrica de robots de Greedy, así que está plagado de robots con rayos láser, etc. que dificultarán bastante este nivel. El jefe de la primera fase, es un pequeño robot que estará rodeado de enemigos en distintos patrones. El de la tercera fase, es un robot llamado Uranim, creado por el ayudante de Greedy, Inonis, el cual ayudará al robot en este combate, arrojándole objetos a Uranim para que los lance en contra del jugador. Al derrotar a Uranim, Inonis escapará en un cohete llevándose al robot consigo, y Ristar le seguirá hasta el siguiente nivel. 

### Castillo de Gridy
Tras haber derrotado a los seis dictadores de los planetas anteriores, el jugador llegará hasta el nivel final, el cuartel general de Gridy. El jefe de la segunda fase, Inonis, al que ya habíamos visto antes, ahora estará sobre un gran robot con una cantidad increíble de armamento. Al derrotarlo, el jugador irá directamente a la batalla final. En este último escenario el jugador deberá enfrentarse al mismísimo Greedy, que cuenta con una gran cantidad de ataques, tales como crear agujeros negros, rayos de energía y esferas que se lanzan contra Ristar. Al derrotarlo el juego terminará teniendo dos finales distintos al ganar el juego que se pueden apreciar luego de los créditos, en la versión Europea y Norteamericana se podrá apreciar el encuentro final entre Ristar y su Padre representado con un abrazo, mientras que en la versión japonesa se puede observar al malvado Greedy junto a sus lacayos en medio de un planeta inhabitado. Este final es algo confuso ya que Greedy observará el cielo y verá una imagen de Ristar la cual observa detenidamente, cierra los ojos por unos instantes y los vuelve a abrir, mientras Inonis y Uranim aparecen con la cabeza gacha.